# Donna Moss

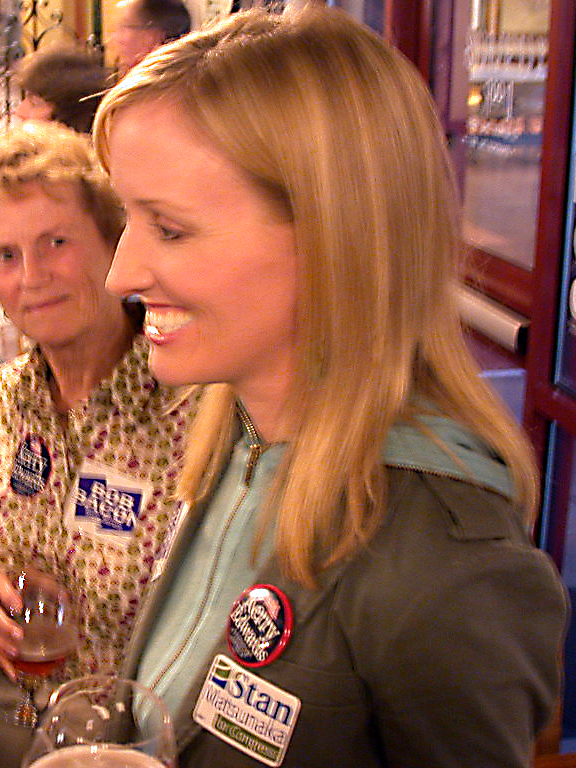
Actriz Janel Moloney, intérprete de Donna Moss.

Donnatella 'Donna' Moss es un personaje de ficción interpretado por la actriz Janel Moloney en la serie de televisión El Ala Oeste de la Casa Blanca. Donna es un personaje recurrente durante la primera temporada, aunque en realidad aparece en todos los episodios de la misma. Oficialmente se convierte en parte del elenco regular de la serie a partir de la segunda temporada. 
Durante la mayor parte de la serie, Donna es la Asistente Principal de Josh Lyman, Adjunto al Jefe de Gabinete (o como ella misma dice en un capítulo intentando hacer un chiste, la "Ayudante del Ayudante del Jefe de Gabinete"). Aunque todos los principales ayudantes del Gabinete son personajes recurrentes con historia propia, Donna es la más definida y nombrada.

## Biografía
Donna nació en Warroad, en el estado de Minnesota. Su padre es de origen irlandés y su madre de origen italiano, si bien ambos son de nacionalidad norteamericana. La nacionalidad estadounidense de Donna se ve brevemente revocada después de que el pueblo de Minnesota donde nació quedase en territorio canadiense tras la ejecución de varios deslindes. Sin embargo, su ciudadanía fue rápidamente restituida tras descubrir una cláusula legal relacionada con la ascendencia. Aunque protestante, Donna es frecuentemente molestada por Josh cuando este le habla con sarcasmo del uniforme de la escuela católica a la que iba. Posteriormente se mudó a Wisconsin, donde asistió a la Universidad de Wisconsin-Madison. Después de romper con su novio, Donna dejó Madison y se fue hasta New Hampshire para ayudar en la campaña presidencial "Bartlet para América", llegando tan lejos como para fingir que ya había sido contratada como asistente de Josh Lyman. A pesar de las primeras reticiencias, finalmente Josh le dio una oportunidad y la contrata realmente.
Donna se mantuvo como asistente de Josh durante el primer mandato de Josiah Bartlet así como al principio del segundo. Su trabajo en ese tiempo consistía normalmente en poco más que el típico de una secretaria, si bien en un entorno insualmente desafiante como puede ser el Gabinete de un Presidente de los Estados Unidos. Posteriormente Josh decide enviarla como observadora a una misión diplomática norteamericana en Gaza como respuesta a su petición de oportunidades de crecimiento profesional. Mientras se encuentra en Gaza, Donna resulta gravemente herida en un atentado terrorista contra el convoy estadounidense. Poco a poco se fue recuperando de dichas heridas y volvió a su trabajo en la Casa Blanca hasta la sexta temporada, cuando finalmente abandona su empleo para convertirse en ayudante de Will Bailey, director de campaña del Vicepresidente Bob Russell. Su nuevo puesto de trabajo la posiciona en conflicto directo con Josh, que convenció al congresista Matt Santos para presentarse a la nominación demócrata a la candidatura presidencial, siendo su director de campaña. Después de que Santos ganase la nominación, Donna solicita a Josh trabajo en su campaña. Sin embargo los sucesivos ataques personales lanzados contra Santos por Donna en su papel de Secretaria de Prensa de Russell forzaron a Josh a rechazar su petición. Más adelante, durante los viajes de campaña de Santos, Donna fue contratada a espaldas de Josh por la Directora de Comunicaciones Louise "Lou" Thornton como portavoz de la campaña. Tras la victoria de Santos, Donna recibió una oferta para ocupar el puesto de Adjunta a la Secretaría de Prensa de la nueva Casa Blanca, así como otra para ocupar el puesto de Jefa de Gabinete de la primera dama como premio por la cercanía que mantuvo con la mujer del nuevo Presidente Santos. Decidió aceptar esta última oferta, ya que no se sentía preparada para volver a trabajar a las órdenes de Josh debido a la extraña relación personal entre ellos. Su gran despacho en la Casa Blanca, el cual le causó gran impresión cuando se trasladó a él, simboliza su ascenso desde el comienzo de la serie, cuando trabajaba en un cubículo contiguo a la oficina de Josh.
Donna está afiliada al Partido Demócrata, pero a veces se muestra crítica con las motivaciones de algunas de sus políticas. Sus debates políticos con Josh, a menudo inacabados, son una de las grandes características de la serie como forma de tratar un mismo tema de diferentes maneras.

### Relación entre Donna y Josh
A lo largo de casi toda la serie se puede observar, de diferentes maneras, la historia de amor entre Josh y Donna. Al principio es más una relación fraternal: discuten, se pelean... pero a la hora de la verdad no había nada que uno no hiciese por el otro. Se podría decir que eran los únicos de su entorno que no veían cómo era en realidad su relación, que durante varias temporadas se mantuvo en suspense, sin que ninguno de los dos diese ningún tipo de paso, todo ello a pesar de multitud de reveladores detalles:
- Donna animó a Josh a que saliera con la encuestadora del partido Joey Lucas a lo largo de la 2.ª temporada. Esto llevó a dos conclusiones: por una parte Josh admite que saboteaba de forma intencionada la vida amorosa de Donna, y por otra Joey comenzó a darse cuenta de que el interés de Donna por que saliera con Josh venía dado por el miedo que tenía a reconocer que le gustaba a ella misma.
- Donna tuvo una corta relación con el abogado republicano Clifford Calley mientras este trabajaba en la investigación acerca de la ocultación de la esclerosis múltiple del Presidente Bartlet. Calley, debido a su relación personal con Moss, descubrió que ella había mentido estando bajo juramento acerca de un diario. Finalmente Josh alcanzó un pacto de forma secreta con Calley para solucionar el problema.
- La primera vez que Josh y Amy Gardner se ven ella le pregunta si sale con Donna, lo que implica que Amy ve algo entre ellos.
- Donna le pidió ayuda a Josh para conseguir que uno de los asesores del Estado Mayor, Jack Reese, saliera con ella, pero eso solo llevó a Jack a creer que había algo entre ellos.
- Posteriormente Josh tuvo que recoger por motivos de trabajo a Donna de una cita con Jack, justificándose con un "no es lo que parece", queriendo decir que no estaba interrumpiendo la cita a propósito. Donna le preguntó a Josh que qué quería insinuar, y este le contestó que por qué pensaba que insinuaba algo.
- Durante una conversación íntima que Amy Gardner y Donna mantienen en el capítulo "Comienzo" (4x22), Amy le pregunta a Donna si está enamorada de Josh. Los espectadores no llegaron a oír la respuesta si es que la hubo, solo vieron a Donna dudar y cambió el plano.
- En la 5.ª temporada, C.J. Cregg aconseja a Donna que amplíe sus miras más allá de Josh y que persiga su propia vida social fuera de la Casa Blanca. Esto llevó a Donna a acostarse con el fotógrafo Colin Ayres durante un viaje que una delegación del Congreso realizó a Gaza. Poco después, Donna resultó gravemente herida en un ataque terrorista al convoy norteamericano, ataque en el que murieron tres congresistas y el Jefe del Estado Mayor el Almirante Fitzwallace. Josh, muy preocupado, viajó a Alemania para acompañarla en el hospital militar donde se encontraba ingresada. Allí conocería a Colin, que encontró bastante raro que el jefe de Donna viajase hasta allí para verla. Josh intentó justificarse sin éxito diciendo que también eran amigos.
- Al final de la 5.ª temporada Josh llevó una docena de rosas, tradicional signo de amor, a la habitación de Donna, pero comprobó que había sido llevada de urgencia a quirófano por una embolia pulmonar, lo mismo que mató a su padre.
- Más adelante en la 6.ª temporada Donna finalmente decide dejar su trabajo como secretaria de Josh al no ver posibilidades de mejorar su futuro profesional. Decidió unirse a la campaña de Bob Russell por la nominación demócrata, lo que la llevaría a enfrentamientos directos con su antiguo jefe.
- Cuando ambos se encuentran en el periplo de campaña, Josh le insiste acerca de que está en el equipo equivocado, le dice que "deberías estar conmigo". Donna le contestó de forma profesional con uno de los topicazos que Josh solía utilizar.
- Después de que Santos ganase la nominación a Russell, Donna se ofreció a Josh como su ayudante en el episodio de estreno de la 7.ª temporada, pero él se vio obligado a rechazarla puesto que había realizado fuertes declaraciones contra Santos mientras trabajaba para Russell. Durante posteriores conversaciones él comenta que la echa de menos "todos los días".
- A pesar del desacuerdo de Josh, la Directora de Comunicaciones de su campaña Louise Thornton contrató a Donna posteriormente con la excusa de que pegaba bien en televisión.
- En el episodio 7x13, Josh y Donna se besan apasionadamente después de que ella le diga a él que han alcanzado el empate técnico en las encuestas respecto del candidato republicano, el congresista Vinick. Josh se disculpa tildando el beso de "inapropiado", pero Donna responde que "algún día tenía que ocurrir". Más tarde Donna deja discretamente las llaves de su habitación del hotel en la mesa de Josh, pero alguien se da cuenta antes de que Josh las vea y se las devuelve pensando que se las había olvidado.
- En la primera parte del episodio "El día de las Elecciones" de la 7.ª temporada, Josh y Donna finalmente mantienen relaciones, en concreto dos veces y por iniciativa de ella.
- En el episodio "Transición" (7x19) Donna le da a Josh cuatro semanas para que piense "lo que quiere". Ella insiste en que si en ese tiempo no lo es capaz de averiguarlo, su relación permanecería en un constante estado de ambigüedad, algo que no quiere en absoluto. Esto le hace darse cuenta a Josh de que necesita desesperadamente tomarse un descanso. Al final del episodio se ve cómo Josh y Donna se van de vacaciones juntos.
- En el episodio final de la 7.ª temporada y de la serie, Josh y Donna se levantan juntos de la cama la mañana de la investidura de Santos, 10 semanas después del ultimátum dado por Donna.

- Datos: Q3036775